# Roystonea oleracea
Roystonea oleracea е вид растение от семейство Палмови (Arecaceae).

## Разпространение
Видът е разпространен в Малките Антили, Колумбия, Венецуела и Тринидад и Тобаго. Пренесен е в Гвиана и на островите Мавриций и Реюнион в Индийския океан.